# Río Markha (India)
El río Markha es un río de alta montaña que discurre por la región india de Ladakh.  Se trata de un afluente del río Zanskar, a su vez, afluente del curso alto del río Indo.  El valle de Markha es la ruta de senderismo más popular en Ladakh. En la parte superior del valle se encuentra la montaña Yatze Kang (de 6.400 m).
El río es Nimaling Chu (Chu es agua en ladakhi) y se alimenta del Langtan Chan.